# Easy Action (gruppo musicale)
Gli Easy Action sono un gruppo musicale sleaze glam formato in Svezia nel 1983.
Nella band militarono personaggi in seguito noti per aver fatto parte di band di successo. Mentre il frontman Zinny J. Zan entrerà nei Kingpin, poi noti come Shotgun Messiah, il chitarrista solista Kee Marcello farà strada con gli Europe sostituendo John Norum.

## Storia
L'ex chitarrista del progetto Kee & Alex Kee Marcello (Kjell Lövbom), formò gli Easy Action nel 1983 assieme all'ex bassista dei Kee & Alex Peo "Tyrone" Thyrén a Stoccolma. La formazione iniziale della band comprendeva Marcello, Tyrone, il cantante Zinny J. Zan (Bo Stagman), l'ex-chitarrista dei Road Rats Danny Wilde (Dan Segerstedt) ed il batterista Freddie Von Gerber. Il quintetto cominciò a registrare il primo album. Poco dopo Danny Wilde abbandonò la band, e venne registrata un'altra versione del disco con il nuovo chitarrista Chris Lynn (Christoffer Lind).
L'album di debutto, Easy Action, venne pubblicato nel 1984 e venne ben accolto in Europa tra i sostenitori del glam rock e sleaze rock, specialmente grazie alla popolarità del singolo "We Go Rockin'", che divenne una hit in Svezia. Ma la band venne nuovamente costretta a cambiare formazione a causa della dipartita del cantante Zinny, che fonderà i Dream Police. Anche Tyrone abbandonò gli Easy Action per raggiungere la band Sha-Boom e successivamente entrerà a far parte della band B.I.G.
Gli Easy Action decisero di riallestire una nuova formazione aggiungendo l'ex-cantante degli Horizont Tommy Nilsson ed il chitarrista Nalle Påhlsson per poi realizzare il secondo disco That Makes One indirizzandosi su strade AOR.
Kee Marcello partecipò al progetto benefico "Swedish Metal Aid", nel quale era presente anche Joey Tempest degli Europe, nella canzone Give a Helpin' Hand. Marcello registrò anche l'assolo di chitarra nel brano. Questa fu la prima volta che Marcello e Tempest collaborarono. Poco dopo gli Europe, dopo aver allontanato il chitarrista John Norum, insistettero per far entrare nella band proprio Marcello. Egli inizialmente rifiutò l'invito, ma in breve i membri riuscirono a convincerlo. Kee Marcello optò quindi per raggiungere i ben noti Europe, e gli Easy Action si sciolsero di conseguenza nello stesso 1986.

### Dopo lo scioglimento
Zinny J. Zan e Kee Marcello fecero causa ai Poison, accusandoli di aver copiato il brano "I Want Action" dal loro "We Go Rockin’". Infine essi vinsero la causa. In una recente intervista Zinny J.Zan affermò:
J. Zan entrò nei Kingpin, poi noti con il nome di Shotgun Messiah, una volta spostati negli Stati Uniti. Successivamente militerà in band come Grand Slam e Zan Clan. Il singer pubblicò anche l'album solista City Boy Blues nel 2000, che vedeva la partecipazione di Kee Marcello. L'ex-singer Tommy Nilsson intraprenderà una carriera solista di successo sulle trade del AOR, conquistando il primo posto nelle classifiche svedesi con il brano "Allt Som Jag Känner" in duetto con Tone Norum, sorella del celebre ex chitarrista degli Europe, John Norum. Marcello suonerà per diversi anni con gli Europe. Più tardi il chitarrista riprese i contatti con l'ex batterista degli Easy Action Freddie Von Gerber, formando i Red Fun nei primi anni 90.
Con sorpresa gli Easy Action annunciarono una nuova reunion in occasione di un concerto con gli Hanoi Rocks ed i Nocturnal Rites. La formazione era composta da Kee Marcello, Zinny J. Zan e Per-Olof "Tyrone" Thyrén. Tuttavia, pochi giorni dopo l'annuncio, lo show venne cancellato. Nel tardo 2005 Marcello e Tyrone, accompagnati da Martin Borjesson alle tastiere e Johan Junstrand alla batteria, annunciarono la nuova band The Glitter Twins.

### Reunion
Nel 2007 gli Easy Action si riformano ufficialmente, con Zinny J. Zan, Kee Marcello, Simon Roxx alla chitarra, "Grizzly" Höglund alla batteria e Michael Grimm al basso. Nel 2008 pubblicano una versione riproposta del brano "We Go Rocking", lo stesso brano che era stato plagiato dai Poison con la loro "I Want Action".

## Formazione

### Formazione attuale
- Zinny J. Zan (Bo Stagman) - voce (1982-1985, 2007-oggi)
- Kee Marcello (Kjell Lövbom) - chitarra solista (1982-1986, 2007-oggi)
- Simon Roxx - chitarra (2007-oggi)
- "Grizzly" Höglund - batteria (2007-oggi)

### Ex componenti
- Danny Wilde (Dan Segerstedt) - chitarra ritmica (1982-1984)
- Alex Tyrone (Peo Thyrén) - basso (1982-1985)
- Chris Lynn (Christoffer Lind) - chitarra (1984-1986)
- Freddy Van Gerber - batteria (1982-1986)
- Tommy Nilsson - voce (1986)
- Nalle Påhlsson - chitarra (1986)
- Micael Grimm - basso (2007-2011)

## Discografia
- 1984 - Easy Action
- 1986 - That Makes One